# 格龙 (约讷省)
格龙（法語：Gron，法語發音：[ɡʁɔ̃]）是法国勃艮第-弗朗什-孔泰大区约讷省的一个市镇，位于该省北部，桑斯市区南侧，約訥河左岸，属于桑斯区。

## 地理
格龙（48°9'27"N, 3°15'48"E）面积11.73 平方千米，位于法国勃艮第-弗朗什-孔泰大區约讷省，该省份为法国中北部内陆省份，西接卢瓦雷省，西北接塞纳-马恩省，南至涅夫勒省，东临科多尔省，东北与奥布省接壤。
与格龙接壤的市镇（或旧市镇、城区）包括：帕龙、科勒米耶、埃格里塞勒-勒博卡日、埃蒂尼、马尔桑日、罗苏瓦、桑斯。

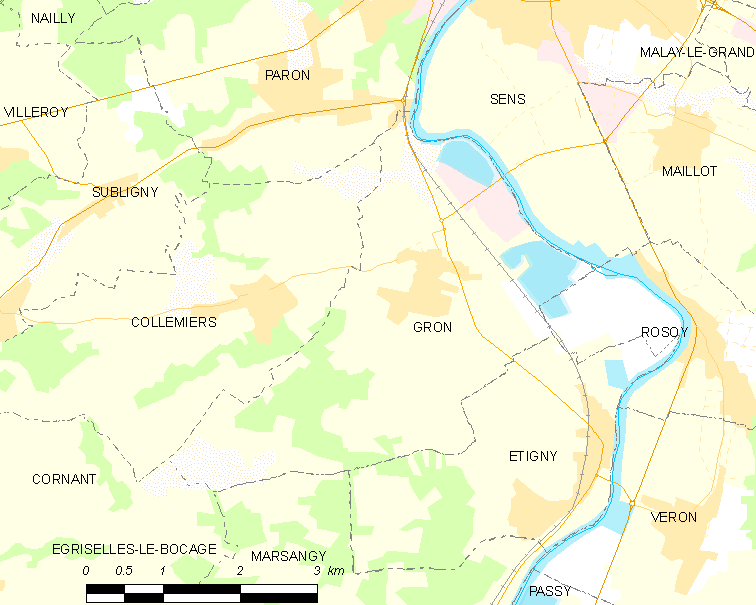
的OSM定位图

格龙的时区为UTC+01:00、UTC+02:00（夏令时）。

## 行政
格龙的邮政编码为89100，INSEE市镇编码为89195。

## 政治
格龙所属的省级选区为桑斯第二县。

## 人口

1962-2008年间人口变化图示

格龙于2022年1月1日时的人口数量为1260人。